# Élections législatives maries de 2024
Les élections législatives maries de 2024 ont lieu le 8 septembre 2024 lors des infranationales russes en Mari El afin de renouveler les 52 sièges de l'Assemblée d'État. 

## Mode de scrutin
En vertu des lois électorales actuelles, l'Assemblée d'État est élue pour un mandat de cinq ans, au vote parallèle . 13 sièges sont élus au scrutin proportionnel de liste avec un seuil électoral de 5 %, l'autre part étant élue dans 39 circonscriptions uninominales au scrutin uninominal majoritaire à un tour. Les sièges de la partie proportionnelle sont attribués selon le quotient Imperiali, modifié pour garantir que chaque liste de parti qui dépasse le seuil reçoive au moins un mandat. 

## Candidats

### Scrution proportionnel
Pour enregistrer les listes régionales de candidats, les partis doivent recueillir 0,5 % des signatures de tous les électeurs inscrits dans la républiqu.  
Les partis suivants ont été dispensés de la nécessité de recueillir des signatures: 
- Russie unie
- Parti communiste de la fédération de Russie
- Russie juste
- Parti libéral-démocrate de Russie
- Nouvelles personnes
- Parti russe des retraités pour la justice sociale
- Communistes de Russie

### Circonscriptions uninominales
39 circonscriptions uninominales ont été créées dans la république. Pour inscrire les candidats dans les circonscriptions uninominales, il faut recueillir 3 % des signatures des électeurs inscrits dans la circonscription. 

## Résultats
|                           |                           |                 |                 |                 |        |              |               |  |  |  |  |  |  |  |
| Parti                     | Parti                     | Proportionnelle | Proportionnelle | Proportionnelle | UM1    | Total Sièges | +/-           |  |  |  |  |  |  |  |
| Parti                     | Parti                     | Voix            | %               | Sièges          | Sièges | Total Sièges | +/-           |  |  |  |  |  |  |  |
|                           | Russie unie               |                 |                 |                 |        |              |               |  |  |  |  |  |  |  |
|                           | Parti communiste          |                 |                 |                 |        |              |               |  |  |  |  |  |  |  |
|                           | Russie juste              |                 |                 |                 |        |              |               |  |  |  |  |  |  |  |
|                           | Parti libéral-démocrate   |                 |                 |                 |        |              |               |  |  |  |  |  |  |  |
|                           | Nouvelles personnes       |                 |                 |                 |        |              |               |  |  |  |  |  |  |  |
|                           | Rodina                    |                 |                 |                 |        |              |               |  |  |  |  |  |  |  |
|                           | RPPSS                     |                 |                 |                 |        |              |               |  |  |  |  |  |  |  |
|                           | Plateforme civique        |                 |                 |                 |        |              |               |  |  |  |  |  |  |  |
|                           | Les Verts                 |                 |                 |                 |        |              |               |  |  |  |  |  |  |  |
|                           | Patriotes de Russie       |                 |                 |                 |        |              |               |  |  |  |  |  |  |  |
|                           | RPSS                      |                 |                 |                 |        |              |               |  |  |  |  |  |  |  |
|                           | Iabloko                   |                 |                 |                 |        |              |               |  |  |  |  |  |  |  |
|                           | Parti des entrepreneurs   |                 |                 |                 |        |              |               |  |  |  |  |  |  |  |
|                           | Indépendants              |                 |                 |                 |        |              |               |  |  |  |  |  |  |  |
|                           | Votes blancs et invalides |                 |                 |                 |        |              |               |  |  |  |  |  |  |  |
|                           |                           |                 |                 |                 |        |              |               |  |  |  |  |  |  |  |
| Votes valides             |                           |                 |                 |                 |        |              |               |  |  |  |  |  |  |  |
| Votes blancs et invalides |                           |                 |                 |                 |        |              |               |  |  |  |  |  |  |  |
| Total                     | Total                     |                 | 100             | 11              | 30     | 41           | en stagnation |  |  |  |  |  |  |  |
| Abstentions               |                           |                 |                 |                 |        |              |               |  |  |  |  |  |  |  |
| Inscrits / participation  |                           |                 |                 |                 |        |              |               |  |  |  |  |  |  |  |